# Live at Royal Albert Hall 1971
Live at Royal Albert Hall 1971 è un album dal vivo del gruppo rock statunitense The Byrds, pubblicato nel 2008 ma registrato nel 1971 presso la Royal Albert Hall di Londra.

## Tracce
1. Lover of the Bayou (Roger McGuinn, Jacques Levy)
2. You Ain't Goin' Nowhere (Bob Dylan)
3. Truck Stop Girl (Lowell George, Bill Payne)
4. My Back Pages (Bob Dylan)
5. Baby What You Want Me to Do (Jimmy Reed)
6. Jamaica Say You Will (Jackson Browne)
7. Black Mountain Rag/Soldier's Joy (tradizionale, arr. Clarence White, Roger McGuinn)
8. Mr. Tambourine Man (Bob Dylan)
9. Pretty Boy Floyd (Woody Guthrie)
10. Take a Whiff (On Me) (Huddie Ledbetter, John Lomax, Alan Lomax)
11. Chestnut Mare (Roger McGuinn, Jacques Levy)
12. Jesus Is Just Alright (Arthur Reynolds)
13. Eight Miles High (Gene Clark, Roger McGuinn, David Crosby)
14. So You Want to Be a Rock 'n' Roll Star (Chris Hillman, Roger McGuinn)
15. Mr. Spaceman (Roger McGuinn)
16. I Trust (Roger McGuinn)
17. Nashville West (Gene Parsons, Clarence White)
18. Roll Over Beethoven (Chuck Berry)
19. Amazing Grace (tradizionale, arr. Roger McGuinn, Clarence White, Gene Parsons, Skip Battin)

## Formazione

### Gruppo
- Roger McGuinn - chitarra, voce
- Clarence White - chitarra, voce
- Skip Battin - basso elettrico, voce
- Gene Parsons - batteria, banjo, armonica, voce

### Altri musicisti
- Jimmi Seiter - percussioni